# Abborrgölen (Tranås socken, Småland, 644545-144972)
Abborrgölen är en sjö i Tranås kommun i Småland och ingår i Motala ströms huvudavrinningsområde.